# هلة ودلة (عنافجة)
هلة ودلة (بالفارسية: حله ودله) هي قرية وتقع في إيران في قسم عنافجة الريفي. يقدر عدد سكانها بـ 173 نسمة .